# Ramón Héctor Ponce
Ramón Héctor Ponce (Goya, Corrientes, Argentina, 5 de julio de 1948-7 de julio de 2019), más conocido por su apodo «Mané», fue un futbolista que se desempeñaba en la posición de delantero y entrenador.
Surgido de las divisiones inferiores de Boca, tuvo una rápida aparición en la escena del fútbol argentino, convirtiéndose en un jugador destacado por su gambeta y habilidad. Su apodo se debe a la comparación de su juego con el futbolista brasilero Garrincha.
En el club «xeneize» conquistó tres títulos, disputó 182 partidos y convirtió 42 goles. Continuó su carrera en Gimnasia LP, Club Atlético Quilmes y Colo-Colo.
Falleció en 2019, a los 71 años tras luchar contra una enfermedad.

## Trayectoria
Surgido de las inferiores del Club Atlético Boca Juniors, debutó de manera profesional en 1966. Con el conjunto «xeneize» conquistó un total de tres títulos a nivel nacional, los campeonatos de la Primera División de Argentina de 1969 y de 1970, así como la Copa Argentina de 1969 (primera edición del torneo). Se desempeñó como futbolista del club de la ribera por un total de ocho años, al abandonar la institución en 1974, dejando un muy buen recuerdo. 
Fue seleccionado argentino desde 1972 registrando en su estadística ocho encuentros jugados en total.
Continuó su carrera en Gimnasia y Esgrima de La Plata y Quilmes dentro del fútbol argentino e incursionó en Colo-Colo de Chile y Calgary Boomers de Canadá. Del equipo chileno fue una de sus figuras, convirtiendo goles de diversa factura, y coronándose campeón del torneo nacional en 1979. Se retiró de manera oficial en 1982 jugando para Quilmes.
En 1973 integró el combinado que se preparaba para jugar las clasificatorias para el Mundial de Alemania 1974. Se destacó por su rapidez, agilidad y la calidad de los centros. También es recordado por su alto promedio de goles convertidos.

## Clubes

### Como jugador
| Club                           | País      | Año       |
| ------------------------------ | --------- | --------- |
| Boca Juniors                   | Argentina | 1966-1974 |
| Gimnasia y Esgrima de La Plata | Argentina | 1975      |
| Quilmes                        | Argentina | 1976      |
| Colo-Colo                      | Chile     | 1976-1980 |
| Calgary Boomers                | Canadá    | 1981      |
| Quilmes                        | Argentina | 1982      |

## Palmarés

### Como jugador

#### Campeonatos nacionales
| Título                    | Club         | País      | Año    |
| ------------------------- | ------------ | --------- | ------ |
| Primera División          | Boca Juniors | Argentina | N-1969 |
| Copa Argentina            | Boca Juniors | Argentina | 1969   |
| Primera División          | Boca Juniors | Argentina | N-1970 |
| Primera División de Chile | Colo-Colo    | Chile     | 1979   |

### Como entrenador

#### Campeonatos nacionales
| Título             | Club     | País      | Año     |
| ------------------ | -------- | --------- | ------- |
| Primera B Nacional | Banfield | Argentina | 2000-01 |